# اودوبان، نیوجرسی
اودوبان (به انگلیسی: Audubon) شهری در ایالت نیوجرسی کشور ایالات متحده آمریکا است که جمعیت آن در سرشماری سال ۲۰۱۰ میلادی، ۸٬۸۱۹ نفر بوده‌است.